# Parlamentswahl in Grenada 1999
Die Parlamentswahl in Grenada 1999 (General Elections) wurde in Grenada am 18. Januar 1999 durchgeführt. Die regierende New National Party von Premierminister Keith Mitchell wurde wiedergewählt und errang alle 15 Sitze im Repräsentantenhaus. Die Wahlbeteiligung lag bei 56,5 %.

## Hintergrund
In der vorhergehenden Wahl 1995 wurde die damals regierende National Democratic Congress von der New National Party besiegt. Sie gewann 8 der 15 Sitze. Die New National Party verlor jedoch Ende 1998 ihre Mehrheit, nachdem der Außenminister Raphael Fletcher zusammen mit zwei weiteren Ministern unter Korruptions-Anschuldigungen gegen die Regierung die Partei verlassen hatte. Daraufhin wurde das Parlament 18 Monate vor Ende der Legislaturperiode am 2. Dezember 1998 aufgelöst und am 14. Dezember wurde das Datum für die vorgezogenen Wahlen am 18. Januar verkündet.
48 Kandidaten stellten sich zur Wahl, unter anderem zwei unabhängige Kandidaten. Die 15 Sitze wurden im first-past-the-post-System (Mehrheitswahl) gewählt. Die New National Party stellte 15 Kandidaten, 12 der National Democratic Congress und 9 die Grenada United Labour Party.

## Wahlkampf
Die regierende New National Party von Premierminister Keith Mitchell versprach im Wahlkampf, Stabilität zu wahren und Wirtschaftswachstum herbeizuführen. Mitchell sagte, dass seine Regierung durch höhere Infrastrukturausgaben und die Anziehung ausländischer Investitionen Arbeitsplätze schaffen werde.
Unterdessen griff die Opposition, bestehend aus einem losen Bündnis zwischen dem National Democratic Congress und der Grenada United Labour Party, die Regierung wegen Korruption an. Sie behaupteten, dass es Probleme bei der Vergabe von Aufträgen gegeben habe, und, dass der Premierminister mit ausländischen Investoren mit zwielichtigem Hintergrund zusammengearbeitet habe. Die Opposition sagte auch, die Regierung tue nicht genug für die Gesundheitsversorgung, und sie kritisierte insbesondere die Entscheidung, ein Stadion anstelle eines Krankenhauses zu bauen. Allerdings kam es in der Opposition zu Spaltungen, da sich die beiden Oppositionsparteien nicht darüber einig waren, wer im Falle eines Wahlsiegs Premierminister werden sollte.

## Ergebnis
Die regierende New National Party wurde wiedergewählt. Sie gewann alle 15 Sitze. Auch Premierminister Keith Mitchell konnte mit 89 % der Stimmen seinen eigenen Sitz in St. George’s Northwest gewann. Es war erst das zweite Mal seit der Unabhängigkeit, dass in Grenada eine Regierung wiedergewählt wurde, und das erste Mal seit 1976.
Die Erfolge der Regierung Investitionen einzuwerben und die Steigerung des Wirtschaftswachstums wurden als Unterstützung für die New National Party angesehen, während die Opposition erklärte, der sechswöchige Wahlkampf sei zu kurz gewesen, als dass sie sich auf die Wahlen vorbereiten könne. Wahlbeobachter von der Organisation Amerikanischer Staaten beurteilten die Wahlen als „frei und fair“ „free and fair“.

## Ergebnisse

Erfolge der Parteien nach Wahlkreis 1990.

Sitzverteilung

|                                   |                                    |         |       |       |      |  |  |  |  |
| Partei                            | Partei                             | Stimmen | %     | Sitze | +/-  |  |  |  |  |
|                                   | New National Party                 | 25.896  | 62,47 | 15    | ▲ +7 |  |  |  |  |
|                                   | National Democratic Congress       | 10.396  | 25,08 | 0     | ▼ -5 |  |  |  |  |
|                                   | Grenada United Labour Party (GULP) | 4.853   | 11,71 | 0     | ▼ −2 |  |  |  |  |
|                                   | Maurice Bishop Patriotic Movement  | 260     | 0,63  |       | neu  |  |  |  |  |
|                                   | Good Old Democratic Party          | 12      | 0,03  |       |      |  |  |  |  |
|                                   | Unabhängige                        | 38      | 0,09  |       |      |  |  |  |  |
|                                   |                                    |         |       |       |      |  |  |  |  |
| Gültige Stimmen                   | Gültige Stimmen                    | 41.455  | 99,51 |       |      |  |  |  |  |
| Ungültige Stimmen                 | Ungültige Stimmen                  | 203     | 0,49  |       |      |  |  |  |  |
| Gesamt                            | Gesamt                             | 41.658  | 100   |       |      |  |  |  |  |
| Nichtwähler                       | Nichtwähler                        | 27.323  | 38,26 |       |      |  |  |  |  |
| Wahlberechtigte / Wahlbeteiligung | Wahlberechtigte / Wahlbeteiligung  | 73.673  | 56,54 |       |      |  |  |  |  |